# Hemerobius kutsimensis
Hemerobius kutsimensis is een insect uit de familie van de bruine gaasvliegen (Hemerobiidae), die tot de orde netvleugeligen (Neuroptera) behoort. 
Hemerobius kutsimensis is voor het eerst wetenschappelijk beschreven door New in 1989.